# Karine Belleau-Béliveau
Karine Belleau-Béliveau (née le 29 décembre 1983 à Montréal) est une athlète canadienne, spécialiste du 800 m.
Son record personnel est de 2 min 1 s 13 obtenu à Victoria le 5 juillet 2013.